# Bunicranaus simoni
Bunicranaus simoni is een hooiwagen uit de familie Cranaidae. De wetenschappelijke naam van Bunicranaus simoni gaat terug op Roewer.